# Josef Gauchel
Josef Gauchel (Koblenz-Neuendorf, 1916. szeptember 11. – Koblenz, 1963. március 21.) válogatott német labdarúgó, csatár.

## Pályafutása

### Klubcsapatban
1932 és 1948 között a Tus Neuendorf csapatában szerepelt.

### A válogatottban
1936 és 1942 között 16 alkalommal szerepelt a német válogatottban és 13 gólt szerzett. Részt vett az 1936-os berlini olimpián és az 1938-as franciaországi világbajnokságon a csapattal.
.